# Anacolosa glochidiiformis
Anacolosa glochidiiformis là một loài thực vật có hoa trong họ Olacaceae. Loài này được Kaneh. & Hatus. mô tả khoa học đầu tiên năm 1936.